# Descubrimiento y desarrollo de las estatinas
El descubrimiento de HMG-CoA (3-hidroxi-3-metilglutaril-CoA) inhibidor reductasa, llamado estatina, fue un gran avance en la prevención de Hipercolesterolemia y enfermedades relacionadas. La hipercolesterolemia es considerada que es uno de los principales factores de riesgo para la aterosclerosis que a menudo dirige a enfermedades cardiovasculares, cerebrovasculares y vasculares periféricas.
La estatina inhibe la síntesis de colesterol en el cuerpo y conduce a la reducción de los niveles de colesterol en la sangre, se cree que puede reducir el riesgo de adquirir aterosclerosis y otras enfermedades causadas por el mismo.

## Historia
Hace más de 100 años un patólogo alemán llamado Rudolf Virchow descubrió que el colesterol se encontraba en las paredes de las arterias de personas que habían muerto a causa de enfermedades vasculares oclusivas, como por infarto agudo de miocardio. Se encontró que el colesterol era responsable del engrosamiento de las paredes arteriales, disminuyendo así el radio en las arterias conduciendo a la hipertensión y aumentando el riesgo de enfermedades vasculares oclusivas.
En la década de 1950, el estudio del corazón de Framingham dirigido por Dawber reveló la correlación entre altos niveles de colesterol en la sangre y las enfermedades coronarias del corazón. Con el seguimiento de aquel estudio los investigadores exploraron una nueva manera de bajar lo niveles de colesterol de la sangre sin modificar la dieta y el estilo de vida de las personas que padecían elevados niveles de colesterol en la sangre. El objetivo primario era inhibir la biosíntesis del colesterol en el cuerpo, por ello la HMG-CoA reductasa (HMGR) se convirtió en un objetivo natural. Se encontró la tasa de limitación de la enzima HMGR en la ruta biosintética del colesterol. no hay acumulación de precursores potencialmente tóxicos cuando cuándo HMGR está inhibido, porque el hidroximetilglutaril es soluble en agua y hay rutas metabólicas alternativas para su descomposición.

En la década de los 1970s el microbiólogo japonés Akira Endo descubrió  productos naturales con un potente efecto inhibitorio sobre HMGR en un caldo de fermentación de Penicillium citrinum, durante su búsqueda de agentes microbianos. El primer producto fue nombrado compactina (ML236B o mevastatina). En pruebas con animales se mostró buen efecto inhibitorio así como en pruebas clínicas, sin embargo, en un estudio de toxicidad a largo plazo en perros se obtuvo que a altas dosis causaba efectos tóxicos por lo tanto sería demasiado tóxico para los seres humanos. En 1978, Alfred Alberts y sus colegas de Merck Research Laboratories descubrieron un nuevo producto natural en un caldo de fermentación de Aspergillus terreus, su producto mostró buena inhibición de HMGR la inhibición y nombraron al producto mevinolin, el cual más tarde se conoció como lovastatina.

La controversia de colesterol empezó en la promoción temprana de las estatinas.

## Mecanismo
Las estatinas son competitivos antagonistas de HMG CoA reductasa, y que compiten directamente con el sustrato endógeno en la cavidad del sitio activo de HMGR. Las estatinas también son no competitivas con el co-sustrato NADPH (nicotinamida adenina dinucleótido fosfato).
Al bloquear la enzima HMGR se inhibe la síntesis de colesterol a través de la vía del mevalonato. El resultado de final es la disminución de LDL (Lipoproteína de Baja Densidad por sus siglas en inglés), de TG (Triglicéridos) y en los niveles de colesterol total, así como el aumento de HDL (Lipoproteína de Densidad Alta) en los niveles de suero sanguíneo).

## Plano interactivo de la vía
Clic en genes, proteínas y metabolitos abajo para enlazar a artículos respectivos.

## Diseño de fármacos con estatinas
la estatina ideal debe contar con las siguientes propiedades:
- Alta afinidad para el sitio activo de la enzima.
- Selectividad marcada de la absorción en células hepáticas en comparación con células no hepáticas.
- Baja disponibilidad sistémica de inhibidores activos equivalentes.
- Relativa duración prolongada del efecto.

Uno de los principales objetivos del diseño de la estatina es la inhibición selectiva de HMGR en el hígado. Cuando la síntesis de colesterol en células no hepáticas es necesaria para la función normal de las células, la inhibición en dichas células no hepáticas posiblemente podría ser nocivo.

### El farmacóforo de estatinas

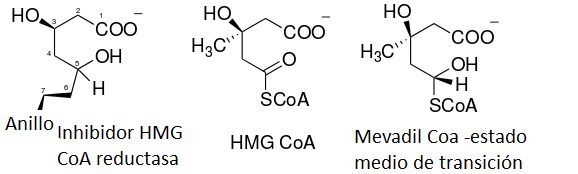
Fig 1. Farmacóforos de estatina

Los componentes estructurales esenciales de todas las estatinas son una unidad de ácido dihidroxiheptanioco y un sistema de anillos con diferentes sustituyentes. El farmacóforo de estatina se le es modificado un componente a ácido hidroxiglutárico, el cual es estructuralmente similar al sustrato endógeno HMG y la mevadil-CoA del estado intermediario de transición (Figura 1). El farmacóforo de estatina se une al mismo sitio activo como el sustrato de la HMG-CoA e inhibe la enzima HMGR. También se ha demostrado que la HMGR es estereoselectiva y como resultado todas las estatinas necesitan tener la estereoquímica requerida 3R,5R.

### Diferencias en las estructuras de las estatinas
Las estatinas difieren con respecto a su estructura de anillo y sus sustituyentes. Estas diferencias en la estructura afectan a las propiedades farmacológicas de las estatinas como:
- Afinidad por el sitio activo de la HMGR.
- Rangos de entrada en los tejidos hepáticos y tejidos no hepáticos.
- Disponibilidad en la circulación sistémica por la absorción en tejidos no hepáticos.
- Rutas, modos de eliminación y transformaciones metabólicas.

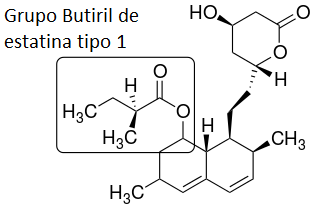
Fig.2 lovastatina, una estatina tipo 1.

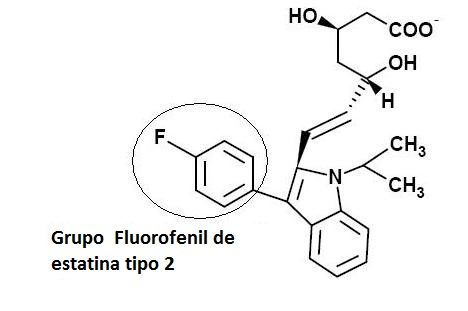
Fig.3 Fluvastatina, una estatina tipo 2.

Las estatinas a veces se han agrupado en dos grupos de estatinas según su estructura.
Estatinas tipo 1. son aquellas que han sustituido la estructura decalina cíclica, parecida a la primera estatina que se ha descubierto, la mevastatina a menudo ha sido clasificada por su estatina tipo 1  debido a su relación estructural. Las estatinas que pertenecen a este grupo son:
- Lovastatina (Figura 2)
- Pravastatina
- Simvastatina

Estatinas tipo 2. aquellas que son totalmente sintéticas y tienen los grupos más grandes enlazados a la unión HMG, se refieren a menudo a estatinas tipo 2.
Una de las principales diferencias entre las estatinas tipo 1 y tipo 2 es la sustitución del grupo butirilo de la estatina tipo 1 por el grupo fluorofenil de la estatina tipo 2. Este grupo es responsable para interacciones polares adicionales que causan los enlaces más fuertes en la enzima HMGR. Las estatinas que pertenecen a este grupo son:
- Fluvastatina (Figura 3)
- Cerivastatina
- Atorvastatina
- Rosuvastatina
- Pitavastatina

La Lovastatina se deriva de un origen fungal, la Simvastatina y Pravastatina son modificaciones químicas de la lovastatina y como el resultado no difieren mucho en la estructura de esta.
Los tres están parcialmente reducidos en sus estructuras de naftaleno cíclico. La Simvastatina y la Lovastatina son lactonas inactivas que deben ser metabolizadas a sus formas ácido hidroxi-activos para inhibir la HMGR.
Todas las estatinas tipo 2 existen en su forma ácida hidroxi-activa. La Fluvastatina tiene una estructura de indol cíclico, mientras la Atorvastatina y la Rosuvastatina tienen pirrol y pirimidina con estructura de anillo base respectivamente. El lipófilo cerivastatina tiene una estructura piridina de cíclica base.

### HMGR sitio de unión con estatinas

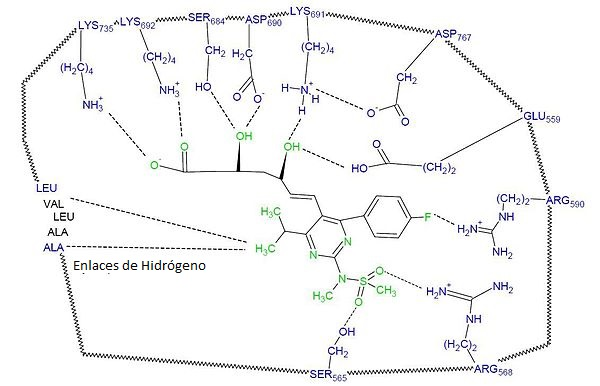
Fig 4. HMG-CoA Reductasa enlazada con rosuvastatina

Los estudios han demostrado que las estatinas se unen de forma reversible a la HGMR de la enzima. La afinidad de las estatinas para enzima HGMR se encuentra en el rango nanomolar, mientras que el sustrato natural de la afinidad en el rango micromolar. Studies have shown that statins use the conformational flexibility of the HMGR enzyme that causes a shallow hydrophobic groove that the statins exploit and is used to accommodate their hydrophobic moieties.
Estudios han demostrado que las estatinas utilizan la flexibilidad conformacional de la enzima HMGR que provoca una ranura superficial hidrofóbica que las estatinas explotan y utilizan para acomodar sus restos hidrofóbicos.
La especificidad y la unión estrecha de las estatinas es debido a la orientación y de la vinculación de las interacciones que se forman entre las estatinas y la enzima HMGR.
Las interacciones polares se forman entre los inhibidores de la fracción de HMG y los residuos que se encuentran en el bucle cis de la enzima. Estas interacciones polares ocurren entre Ser684, Asp690, Lys691 y Lys692 (Figura 4). La terminal de carboxilato de los inhibidores del resto de la HMG forma un puente de sal con la catiónico Lys735 de la enzima. Además de la polar, la interacción de Lys691 participa en un enlace de hidrógeno en la red con Glu559, Asp767 y el grupo hidroxil O5 del componente ácido hidroxiglutartico de las estatinas. Las interacciones de Van der Waals se forman entre las cadenas laterales hidrofóbicas de la enzima, lo que implica la Upe562, Val683, Leu853, Ala856 y Leu857 y las estatinas.
Las estatinas tipo 2 forman interacciones polares entre el átomo de flúor en el grupo fluorofenil y el grupo guanidinio de Arg590.
además estas interacciones de atorvastatina y rosuvastatina solo forman enlaces de hidrógeno entre residuos de Ser565 y un átomo de oxígeno del carbonilo (atorvastatina) o una átomo de oxígeno de la sulfona (rosuvastatina). Una interacción polar única entre la Arg568 de la cadena lateral y el grupo sulfona electronegativo en la rosuvastatina, hace la estatina tenga mayor número de interacciones de enlace con HGMR.

### Relación estructura-actividad (SAR)
Todas las estatinas tienen el mismo farmacóforo por lo que la diferencia en su farmacodinámica se basa principalmente en los sustituyentes. La actividad de cada estatina es dependiente en la afinidad de unión del compuesto por el sitio de sustrato y la longitud del tiempo en que se une al sitio.
Las estatinas de tipo 2 tienen un único grupo fluorofenil que causa la interacción polar adicional entre la enzima y la estatina, lo que causa una unión más fuerte a la enzima. La estatina más reciente, rosuvastatina tiene un único grupo polar metano sulfonamida , el cual es bastante hidrofílico y confiere baja lipofilia. El grupo sulfonamida forma una interacción polar única con la enzima. Como resultado, la rosuvastatina tiene afinidad de unión superior a la enzima HMGR, en comparación con otras estatina que están directamente relacionadas con su eficacia para reducir el colesterol.

### Lipofilia
La lipofilia de las estatinas se considera ser bastante importante desde la hepato selectividad de las estatinas relacionado con su lipofilia. El estatinas más lipofílicas tienden a conseguir niveles más altos de exposición en tejidos no hepáticos, mientras las estatinas hidrofóbicas tienden a ser más hepato selectivas. La diferencia en selectividad es porque estatinas lipofílicas pasivas no selectivas se difunden tanto en hepatocitos como en no hepatocitos, mientras las estatinas hidrofóbicas dependen en gran parte del transporte activo en hepatocitos para ejercer sus efectos.

La alta hepato selectividad se cree que traduce los riesgos efectos adversos.
Se ha reportado que el anión orgánico que transporta polipéptido (OATP por sus siglas en inglés) es importante para la captación hepática de las estatinas hidrofílicas como rosuvastatina y pravastatina.

OATP-C es expresado en tejido de hígado en la membrana basolateral de hepatocitos y está considerado para ser un colaborador potencial para el bajo IC50 para rosuvastatina en los hepatocitos. De las estatinas comercializadas, la cerivastatina fue la más lipofílica y también tuvo el porcentaje más grande de efectos adversos serios debido a su capacidad de inhibir la proliferación del músculo liso vascular, como resultado fue voluntariamente sacado del mercado por el fabricante.
| log D Clase | 1,50–1,75 | 1,50–1,75 | 1,00–1,25 | 1,00–1,25 | -0,25–(-0,50) | -0,75–(-1,0) |

## Metabolismo
Todas las estatinas son metabolizadas por el hígado, el cual causa biodisponibilidad sistémica.
La lovastatina y la simvastatina son administradas en su formas lactonas, el cual es más lipofílico que sus formas de ácido libres, y por lo tanto tiene que ser activado por hidrólisis la forma activa el carboxilato anionico.

Las isoenzimas citocromo P450(CYP) están implicadas en el metabolismo oxidativo de las estatinas, con isoenzimas CYP3Un4 y CYP2C9 siendo el más dominante. La isoenzima CYP3Un4 es la isoforma más predominante implicada en metabolismo de lovastatina, simvastatina, atorvastatina y cerivastatina.
"Profesores' Temas: Antihyperlipidemic Statins: Un Self-Contenido, Clínicamente Lección de Química Medicinal Pertinente" (PDF). </ref>

La isoenzima CYP2C9 es la isoforma más predominante implicada en el metabolismo de fluvastatina, pero las isoenzimas CYP3Un4 y CYP2C8 también contribuyen en el metabolismo de la fluvastatina.
La rosuvastatina es metabolizada a un grado pequeño por CYP2C9 y a una extensión menor por enzimas CYP2C19. La pravastatina no es metabolizada por la isoenzima CYP a cualquier extensión apreciable.
"Profesores' Temas: Antihyperlipidemic Statins: Un Self-Contenido, Clínicamente Lección de Química Medicinal Pertinente" (PDF). </ref>

Pitavastatina se metaboliza por las isoenzimas CYP2C9 y CYP2C8.
Las estatinas que tienen la capacidad de ser metabolizadas por múltiples isoenzimas CYP puede evitar acumulación de fármacos cuando una de las rutas está inhibida por fármacos co-administrados.

## Farmacología comparativa de estatinas
| Fármaco       | Reducción en LDL-C (%) | Aumento en HDL-C (%) | Reducción en TG (%) | Reducción en TC (%) | Metabolismo | Encuadernación de proteína (%) | T1/2 (h)  | Hidrofílico | IC50 (nM) |
| Atorvastatina | 26 – 60                | 5 – 13               | 17 – 53             | 25 – 45             | CYP3Un4     | 98                             | 13–30     | Núm         | 8         |
| Lovastatina   | 21 – 42                | 2 – 10               | 6 – 27              | 16 – 34             | CYP3Un4     | >95                            | 2 – 4     | Núm         | NA        |
| Simvastatina  | 26 – 47                | 8 – 16               | 12 – 34             | 19 – 36             | CYP3Un4     | 95 – 98                        | 1 – 3     | Núm         | 11        |
| Fluvastatina  | 22 – 36                | 3 – 11               | 12 – 25             | 16 – 27             | CYP2C9      | 98                             | 0,5 – 3,0 | Núm         | 28        |
| Rosuvastatina | 45 – 63                | 8 – 14               | 10 – 35             | 33 – 46             | CYP2C9      | 88                             | 19        | Sí          | 5         |
| Pravastatina  | 22 – 34                | 2 – 12               | 15 – 24             | 16 – 25             | Sulfatación | 43 – 67                        | 2 – 3     | Sí          | 44        |
| ------------- | ---------------------- | -------------------- | ------------------- | ------------------- | ----------- | ------------------------------ | --------- | ----------- | --------- |

## Investigaciones a futuro
La reciente elucidación de las estructuras de la porción catalítica del complejo de la enzima HMGR humana con seis diferentes estatinas por una serie de estudios de cristalografía, han abierto nuevas posibilidades para el diseño racional y optimización de incluso mejores inhibidores de HGMR.
Un nuevo estudio usa análisis de campo molecular comparativo (CoMFA) para establecer relaciones estructura-actividad tridimensional cuantitativa (3D QSAR por sus siglas en inglés), mientras que la búsqueda de nuevos farmacóforos activos como inhibidores HGMR potenciales, fueron recientemente publicados. Usando estas nuevas técnicas fueron capaces de seleccionar compuestos con puntuaciones de exploración alta. Además de los compuestos convencionales de unión a estatinas con unión a restos de HMG, se encontraron ocho compuestos adicionales de farmacóforos con estructuras completamente diferentes. Esta estructura-base de exploración virtual está considerada prometida para la optimización y búsqueda racionales de nuevos inhibidores potenciales de HGMR.